# 索耶 (馬里)
索耶（法語：Soye），是馬里的城鎮，位於該國中部，由莫普提區的莫普提省負責管轄，面積835平方公里，海拔高度269米，2009年人口20,684，人口密度每平方公里24.77人。